# Igreja de São Sebastião (Ginetes)

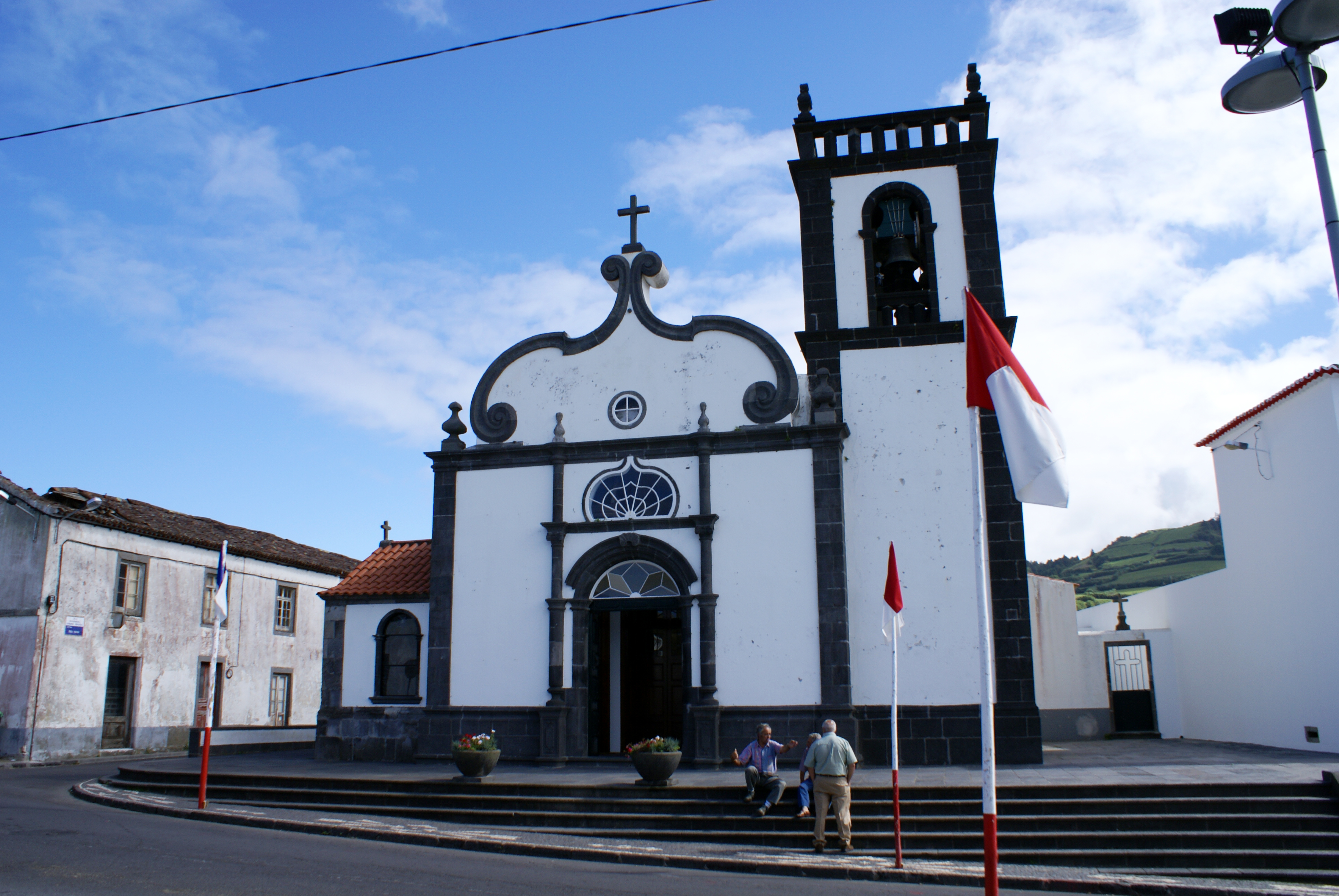
Igreja de São Sebastião, fachada.

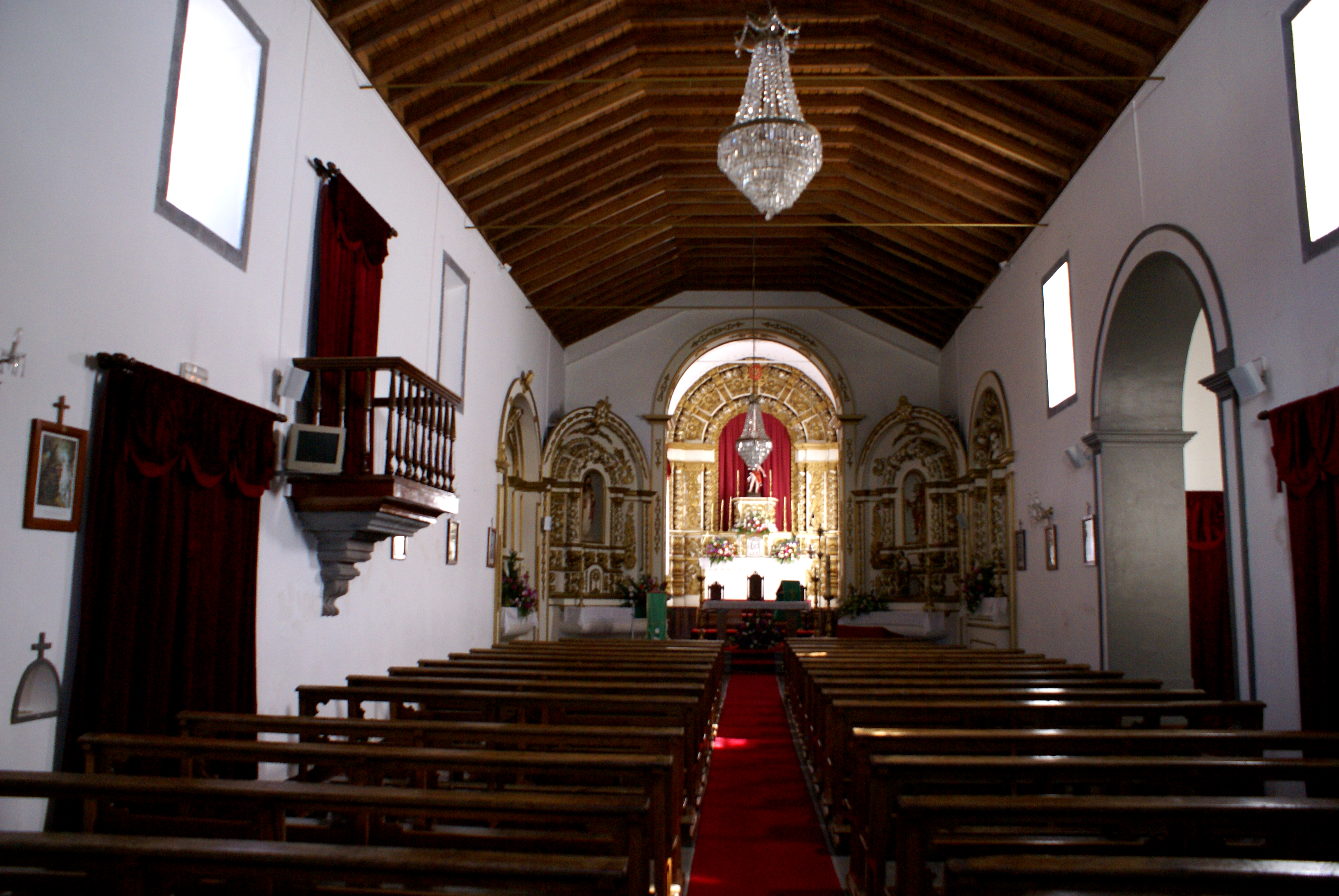
Igreja de São Sebastião, nave.

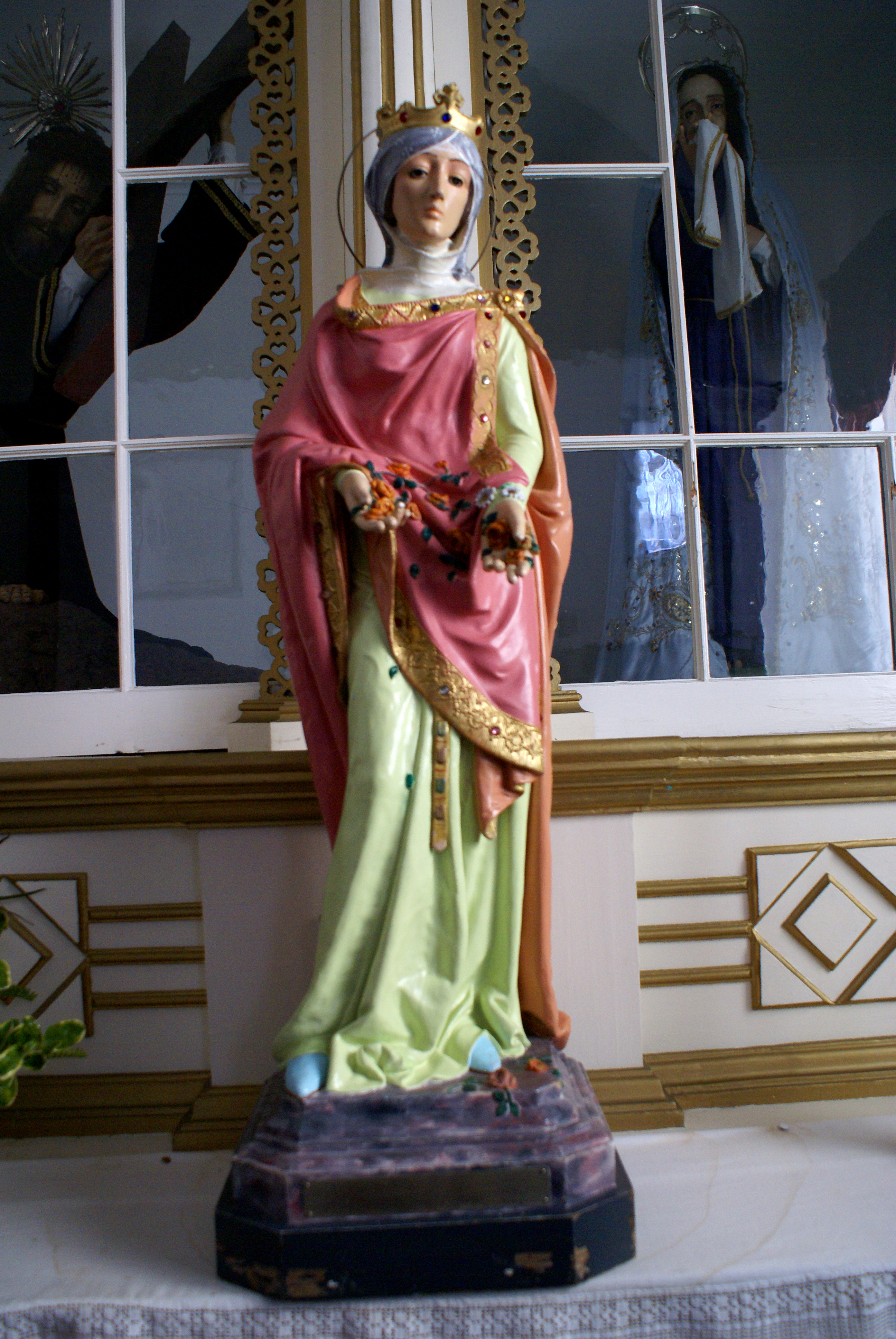
Imagem de Rainha Santa Isabel que se encontra na igreja de São Sebastião.

A Igreja de São Sebastião é uma igreja católica portuguesa localizada nos Ginetes, concelho de Ponta Delgada, ilha açoriana de São Miguel.
A história da paróquia dos Ginetes e da respectiva igreja encontra-se feita na curiosa monografia do falecido padre António José Lopes da Luz. A paróquia foi instituída entre 1568 e 1584 mas, entre 1521 e 1557, já existia no lugar uma igreja ou ermida que fora edificada à custa da Real Fazenda no reinado de D. João III de Portugal. O primeiro vigário da freguesia seria o padre Gaspar de Carvalho, segundo refere Gaspar Frutuoso. A referida ermida, porém, seria substituída pela actual igreja paroquial, não no sitio da Lombinha onde aquela ermida se encontrava, mas no centro da freguesia, onde hoje está situada.
Na monografia referida, encontram-se pormenorizadamente descritos os livros respeitantes às «fábricas» do templo. Por aí se vê que na primeira metade do século XVIII se efectuaram grandes e avultadas obras de pedreiro, carpinteiro e entalhador e dourador na capela-mor.
A capela do baptistério foi construída em 1712, à custa de um peditório lançado sobre o povo. Em 1811, havia importantes trabalhos na torre sineira, no tecto e na  frontaria, porque os tremores de terra desse ano haviam abalado seriamente o edifício. Mesmo a frontaria foi toda apeada e reedificada desde os alicerces, sendo inspector das obras o capitão Bento Joaquim de Menezes.
Nas contas tomadas em 1820 verifica-se que muito dinheiro foi também aplicado nas várias capelas e confrarias. Em 1821 as referidas obras encontravam-se completas. Outro dos grandes obreiros deste templo foi o vigário Evaristo Máximo do Couto levou a efeito neste templo grandes reparações.